# Theodor Restorff
Ludvig Adam Theodor Restorff (7. august 1825 i København – 22. april 1896 sammesteds) var en dansk maler og tegner.
Som barn blev han vejledt privat af J.L. Lund, blev uddannet på Kunstakademiet april 1837, gipsskolen juli 1841, modelskolen marts 1842 og fik den lille sølvmedalje 1846. Restorff har ikke efterladt sig betydelige spor i dansk kunsthistorie. De arbejder, han udstillede var hovedsagelig tegnede portrætter af familiemedlemmer.
Restorff fungerede som tegnelærer og har blandt andet undervist Carl Bloch og var ansat i Kobberstiksamlingen.
Han er begravet på Assistens Kirkegård.